# 尤安·穆雷
尤安·穆雷（英語：Euan Murray；1980年8月7日—）是一位蘇格蘭橄欖球運動員。他是蘇格蘭國家橄欖球隊的一員，代表蘇格蘭參加了2015年橄欖球六國賽。